# Peñerudes
Peñerudes (en asturiano y oficialmente: Peñerúes) es una parroquia del concejo asturiano de Morcín, España. Incorporada al mismo concejo, en el siglo XIX. Cuenta con una población de 212 habitantes (INE, 2008). 

## Entidades de población
Comprende las entidades de L' Artusu, Barrea, La Roza, Campo, La Cotina, El Fontán, La Gantal,La Boza,El Navalon ,El Palacio y Requejo. El templo parroquial, está ofrecido a San Pedro, junto a una importante cantidad de diseminados.